# Knabenmühle
Knabenmühle ist ein Gemeindeteil der Stadt Hilpoltstein im Landkreis Roth (Mittelfranken, Bayern). Knabenmühle liegt in der Gemarkung Hilpoltstein.

## Lage
Die Einöde Knabenmühle liegt an einer Ableitung der Roth 2,2 km westlich des Ortskerns von Hilpoltstein. Von Hilpoltstein aus gelangt man auf der Bahnhofstraße in westlicher Richtung zur Seitzenmühle. 100 m davor biegt eine Straße in nördlicher bzw. nordwestlicher Richtung zur Knabenmühle ab. Sie führt weiter zur Stephansmühle, von der aus in östlicher eine Gemeindeverbindungsstraße zur Staatsstraße 2220 geht.

## Geschichte
Im Salbuch des pfalz-neuburgischen Pflegamtes Hilpoltstein von 1544 ist die „Knabmuhl oder Schmalmuhl“ aufgeführt; sie hatte drei Gänge. Der Betreiber hieß Johannes Knab; sein Name hat sich im heutigen Mühlennamen erhalten. Ab 1731 ergänzte eine Säge den Mahlbetrieb. Gegen Ende des Alten Reiches, um 1800, war die Knabenmühle eine der fünf Mühlen der Gemeinde Hilpoltstein und unterstand hoch- und niedergerichtlich dem dortigen, inzwischen kurbaierischen Pflegamt.
Infolge des Reichsdeputationshauptschlusses  fand sich die Mühle 1806 im neuen Königreich Bayern wieder. Sie wurde bei der Neuordnung Bayerns dem Steuerdistrikt und der Gemeinde Heuberg zugeteilt und kam am 19. Februar 1822 mit drei weiteren Mühlen zur Munizipalgemeinde Hilpoltstein.
Im Jahre 1864 hieß die Müllerfamilie Meier. Der Müller war auch Ökonom; 1875 hatte er drei Pferde und neun Rinder. Im Jahre 1900 brannte die in Fachwerk errichtete Mühle ab. Im Jahre 1915 ersteigerte die Müllerfamilie Port aus Altenhofen die Mühle. Trotz ständiger Modernisierungsmaßnahmen – Leistungssteigerung der Säge durch Einbau einer Dampfmaschine, Ersatz der Mühlstein-Mahlwerke durch Walzenstühle, des Wasserrades durch eine Turbine und des Säggatters durch ein Vollgatter – musste der letzte Müller um 1980 seinen Betrieb aufgeben.
Heute befindet sich in dem Ziegelsteingebäude der Mühle eine Naturheilpraxis.

## Einwohnerentwicklung
- 1818: 6 (2 Feuerstellen, 1 Familie)[12]
- 1820: 6 (2 Feuerstellen)[7]
- 1836: 7 (1 Anwesen)[13][7]
- 1861 12 (5 Gebäude)[14]
- 1871: 8 (9 Gebäude)[9]
- 1900: 7 (1 Wohngebäude)[15]
- 1937: 10 (2 Katholiken, 8 Protestanten)[16]
- 1950: 15 (1 Wohngebäude)[7]
- 1961: 10 (1 Wohngebäude)[17]
- 1970: 5[7][18]
- 1987: 3 (1 Wohngebäude, 1 Wohnung)[1]

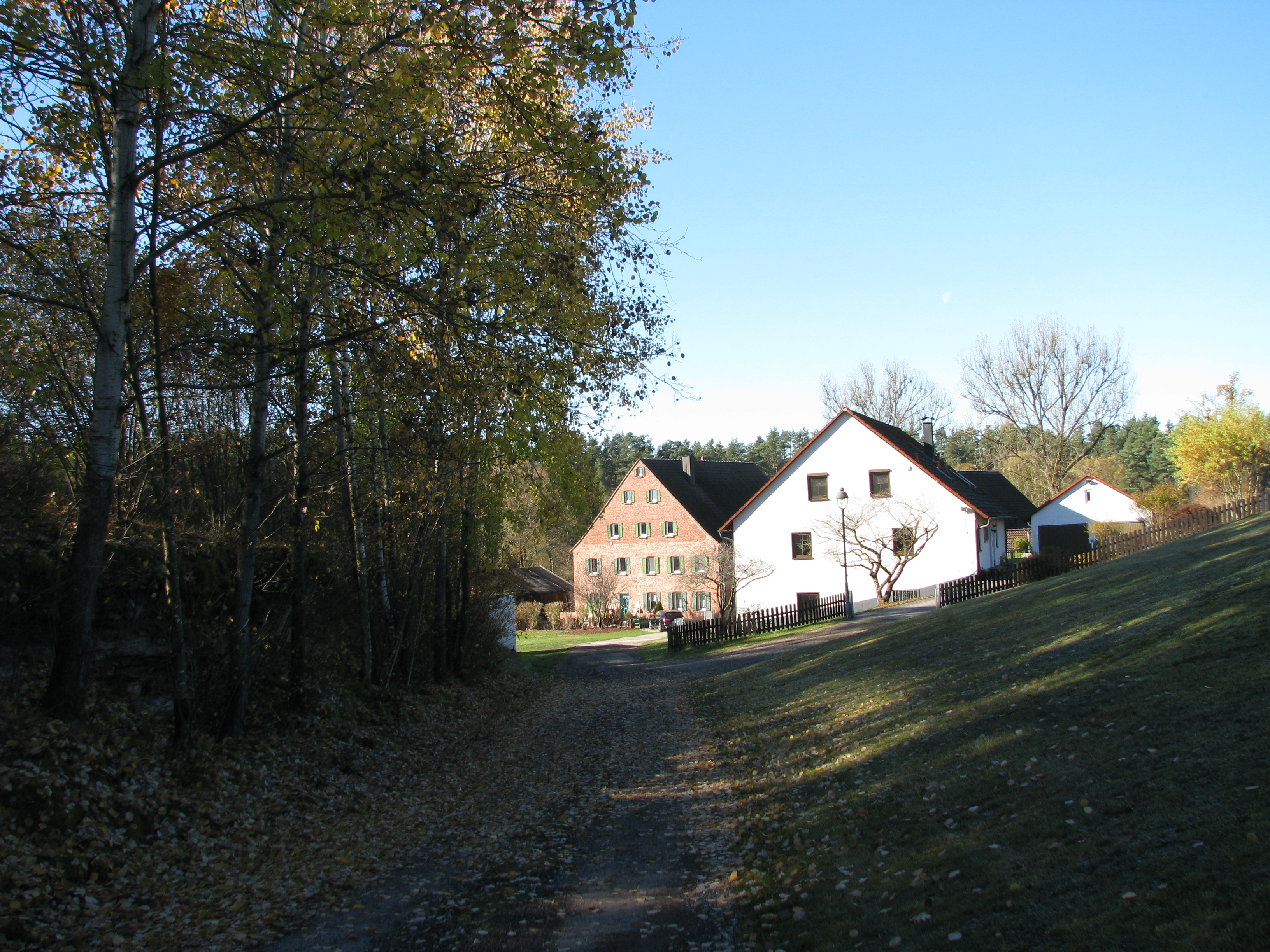
Das Mühlenanwesen aus östlicher Sicht

## Baudenkmal
Als Baudenkmal gilt die im 18. Jahrhundert aus Sandsteinquadern errichtete St. Annakapelle der Mühle.

## Freizeit
Der Wanderweg „Mühlenweg“ des Landkreises Roth berührt die Knabenmühle.